# Živých nás nedostanú
A Živých nás nedostanú az Elán együttes tizennegyedik nagylemeze 2014-ből, amely Szlovákiában jelent meg.

## Dalok
1. Živých nás nedostanú (Jursa) – 2:48
2. A predsa sa točí (Patejdl - Jurika, Brezáni) – 4:27
3. Páni pripime (Balaž - Sarvaš) – 3:28
4. Ryšavá (Patejdl - Zeman) – 3:46
5. Belmondo (Ráž - Filan) – 3:12
6. Iba si pískam (Balaž - Soviar) – 3:10
7. Neodchádzaj (Patejdl, Brezáni, Jurika) – 3:59
8. Lístky na státie (Farnbauer - Zeman) – 2:52
9. Uchom ihly (Balaž - Soviar) – 3:19
10. Nedám si ťa vziať (Farnbauer - Soviar) – 3:22
11. Do frasa (Patejdl - Peteraj) – 2:55
12. Uletený deň (Jursa) – 3:02
13. Len kým tu si (bonus) (Patejdl - Jursa) – 4:24

## Az együttes tagjai
- Jožo Ráž – ének, basszusgitár
- Ján Baláž – vokál, szólógitár
- Vašo Patejdl – ének, billentyűs hangszerek
- Farnbauer Péter – gitár
- Ľubo Horňák – billentyűs hangszerek, vokál
- Boris Brna – dobok

Közreműködött:
- Richard Šimurka – szaxofon
- Martin Haas – harsona
- Samuel Šimek – trombita
- Lenka Lo Hrůzová – ének
- Alan Lesyk – borítóterv